# Saitis imitatus
Espèce
Synonymes
- Attus imitatus Simon, 1868

Saitis imitatus est une espèce d'araignées aranéomorphes de la famille des Salticidae.

## Distribution
Cette espèce se rencontre en Croatie et au Monténégro.

## Description
La femelle holotype mesure 6 mm.

## Publication originale
- Simon, 1868 : Monographie des espèces européennes de la famille des attides (Attidae Sundewall. - Saltigradae Latreille). Annales de la Société Entomologique de France, sér. 4, vol. 8, p. 11-72 & 529-726 (texte intégral).